# 서울 강서구의 행정 구역
강서구의 행정 구역은 13개 법정동을 20개의 행정동으로 나누어 관리를 하고 있다. 강서구의 면적은 41.4km2이며, 인구는 2012년 5월 1일을 기준으로 223,265 세대, 575,205명이다.

## 행정 구역

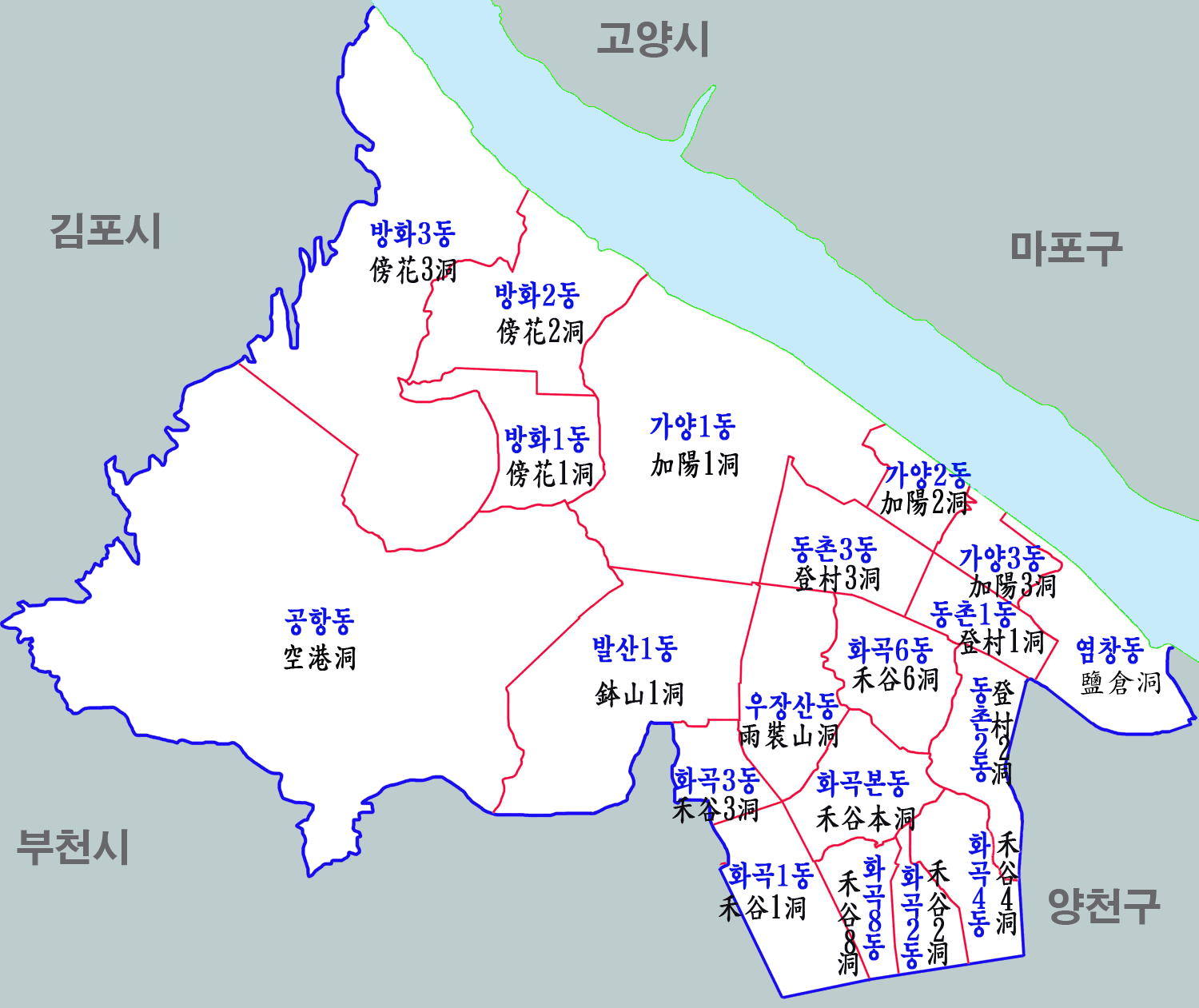
서울 강서구의 행정동

서울 강서구의 법정동

| 행정동    | 한자      | 면적 | 세대   | 인구   |
| --------- | --------- | ---- | ------ | ------ |
| 염창동    | 鹽倉洞    | 1.74 | 14,338 | 42,640 |
| 등촌제1동 | 登村第1洞 | 0.59 | 9,298  | 22,383 |
| 등촌제2동 | 登村第2洞 | 0.92 | 8,111  | 22,472 |
| 등촌제3동 | 登村第3洞 | 0.79 | 14,702 | 37,726 |
| 화곡본동  | 禾谷本洞  | 1.11 | 14,753 | 36,935 |
| 화곡제1동 | 禾谷第1洞 | 1.12 | 21,731 | 52,563 |
| 화곡제2동 | 禾谷第2洞 | 0.47 | 8,124  | 20,732 |
| 화곡제3동 | 禾谷第3洞 | 0.51 | 9,016  | 24,359 |
| 화곡제4동 | 禾谷第4洞 | 0.82 | 9,540  | 23,325 |
| 화곡제6동 | 禾谷第6洞 | 1.11 | 9,818  | 25,251 |
| 화곡제8동 | 禾谷第8洞 | 0.53 | 10,881 | 27,838 |
| 가양제1동 | 加陽第1洞 | 4.70 | 7,394  | 20,909 |
| 가양제2동 | 加陽第2洞 | 1.00 | 7,992  | 18,185 |
| 가양제3동 | 加陽第3洞 | 0.99 | 7,916  | 19,068 |
| 발산제1동 | 鉢山第1洞 | 2.9  | 11,297 | 33,294 |
| 공항동    | 空港洞    | 10.8 | 9,965  | 22,485 |
| 방화제1동 | 傍花第1洞 | 1.04 | 11,726 | 31,298 |
| 방화제2동 | 傍花第2洞 | 6.41 | 11,063 | 26,231 |
| 방화제3동 | 傍花第3洞 | 2.38 | 11,451 | 27,678 |
| 우장산동  | 雨裝山洞  | 1.36 | 14,149 | 39,829 |

## 역사
| 행정동    | 법정동             | 설명 |
| --------- | ------------------ | --- |
| 가양제1동 | 마곡동(麻谷洞)     | 조선 초기에 양천현(陽川縣), 인조 때 양천군에 속하였다. 1894년(고종 31) 갑오개혁 때 관할구역 조정으로 인천부 양천군 양천읍에 속하였으며, 1896년 양천군 군내면 후포리(後浦里)와 마곡리를 통합하여 마곡리가 되었다. 1914년 행정구역 통폐합에 따라 김포군 양동면 마곡리가 되었고, 1963년 1월 서울특별시의 확장으로 서울특별시 영등포구 양동출장소 마곡동이 되었다가 1977년 9월 영등포구에서 분리된 강서구 마곡동이 되었다. 1985년 9월 마곡동 일부가 가양동과 공항동에 편입되었다. |
| 가양제1동 | 가양동(加陽洞)     | 조선시대에는 경기도 양천현(陽川縣)에 속하였으며, 1914년 경기도 구역획정 때 김포군 양동면 가양리라 하였다. 1963년 서울특별시 영등포구에 편입되면서 가양동이 되었고, 1977년 강서구의 신설로 이에 속하게 되었다, 동 이름의 유래는 옛날 그 자리에 있었던 가양리와 가마동의 글자를 따서 가양동이 되었다. |
| 가양제2동 | 〃                 | 조선시대에는 경기도 양천현(陽川縣)에 속하였으며, 1914년 경기도 구역획정 때 김포군 양동면 가양리라 하였다. 1963년 서울특별시 영등포구에 편입되면서 가양동이 되었고, 1977년 강서구의 신설로 이에 속하게 되었다, 동 이름의 유래는 옛날 그 자리에 있었던 가양리와 가마동의 글자를 따서 가양동이 되었다. |
| 가양제3동 | 〃                 | 조선시대에는 경기도 양천현(陽川縣)에 속하였으며, 1914년 경기도 구역획정 때 김포군 양동면 가양리라 하였다. 1963년 서울특별시 영등포구에 편입되면서 가양동이 되었고, 1977년 강서구의 신설로 이에 속하게 되었다, 동 이름의 유래는 옛날 그 자리에 있었던 가양리와 가마동의 글자를 따서 가양동이 되었다. |
| 염창동    | 염창동(鹽倉洞)     | 1914년 김포군 양동면에 속하였고, 일부는 가양리로 편입되었다. 염창리는 1963년 서울특별시 영등포구 양동출장소 관할로 편입되었고, 1977년 강서구 신설로 이에 속하게 되었다. 염창동은 조선시대에 서해안의 염전으로부터 채취해 온 소금을 서울로 운반하는 소금배의 뱃길 어귀인 이곳에 소금보관창고(염창동103번지 근방)를 지었기 때문에 염창동(鹽倉洞)이란 동명(洞名)이 유래되었다. 염창에는 서해안과 남해안의 염전에서 만든 소금을 서해의 뱃길을 이용해서 한강하구까지 들여오는데 일단 한강하구에 진입하는 배는 마포근방까지도 가게 되지만 소금의 경우는 자칫하면 물에 녹는 경우가 많았고 이곳이 소금을 보관하기에 좋은 장소였으므로 이곳에 소금을 부리고 다른 물품들은 마포까지 배로 운반되었다. |
| 공항동    | 공항동(空港洞)     | 조선시대에는 경기도 양천군 가곡면에 속하여 송정리, 누랭이말, 소뱀이, 솔말, 동골, 뒤너머골 등의 자연마을로 형성되어 있었다. 1914년 자연마을을 합하여 김포군 양서면 송정리(松亭里)라고 하였다. 1963년 서울특별시 영등포구 양서출장소에 편입되었다가 이후 공항동으로 바뀌었고, 1977년 강서구가 분리, 신설되면서 이에 속하게 되었다. 동이름의 유래는 원래 송정리였는데, 김포공항이 들어서며 공항동으로 바뀌었다. |
| 공항동    | 과해동(果海洞)     | 대한제국 때 경기도 양천군 가곡면 내과해리와 외과해리에 해당하는 지역이었다. 1914년 행정구역 통폐합에 따라 양천군 내과해리, 외과해리, 신선리(新旋里), 장산리(獐山里) 등을 통합하여 김포군 양서면 과해리가 되었다. 1963년 1월 서울특별시의 확장으로 서울특별시 영등포구 양서출장소 과해동이 되었다가 1977년 9월 강서구의 신설로 강서구 과해동이 되었다. |
| 공항동    | 오곡동(五谷洞)     | 조선 영조 때 한성부 부평도호부 오곡리이었다가 1894년 행정구역 개편으로 인천부 부평군 오곡리가 되었으며, 1896년 부평군 주화곶면(注火串面) 오곡리가 되었다. 1914년 행정구역 통폐합에 따라 주화곶면 오곡리와 내촌을 통합하여 부천군 오정면 오곡리가 되었다. 1963년 서울특별시 확장으로 서울특별시에 편입되면서 영등포구 양서출장소 오곡동이 되었다가 1977년 9월 강서구 오곡동이 되었다. |
| 공항동    | 오쇠동(五釗洞)     | 조선 영조 때 한성부 부평도호부 오쇠리이었다가 1894년 갑오개혁 때의 행정구역 개편으로 인천부 부평군 오쇠리가 되었으며, 1896년 부평군 주화곶면(注火串面) 오쇠리가 되었다. 1914년 행정구역 통폐합에 따라 부천군이 신설되어 부천군 오정면 오쇠리가 되었다. 1963년 서울특별시 확장으로 서울특별시에 편입되면서 영등포구 오쇠동이 되었다가 1977년 9월 강서구 오쇠동이 되었다. |
| 공항동    | 마곡동             | ↑ 참고 |
| 등촌제1동 | 등촌동(登村洞)     | 조선시대에는 경기도 양천현(陽川縣)에 속했으며, 1914년 경기도 구역획정 때 김포군 양동면에 소속되었다. 1963년 서울특별시 영등포구 양동출장소에 편입되었고, 1977년 강서구 신설로 이에 속하게 되었다. 지금의 매봉산과 한강변의 증산(甑山, 염창산)은 원래 같은 산줄기로 이어진 것으로 공항로가 지나고 있는 부분은 꽤나 표고가 높은 산마루턱에 해당되는 곳이었다. 이 산마루턱을 중심으로 마을이 자리잡았다하여 등마루골이라는 순수한 우리말 이름을 지었다가 한자어로 표기한 것이 등촌동이었다. 등촌2동은 봉제산(鳳帝山: 일명 매봉산) 동쪽 양지바른 기슭을 따라 길쭉하게 형성된 동네이다. 봉제산은 모양이 마치 봉황이 알을 품고 앉아 있는 모습이라 하여 지어진 이름인데 정상 부근은 옛날 백제의 봉화터로 알려져 있으며 강서구에서 두 번째로 큰 명산이다. 옛날 등촌리는 현재 등촌1동, 백석리는 등촌2동이 되었다. 등촌3동은 우장산 북쪽 공항로 건너의 드넓은 농경지로 얼마전까지 김포국제공항에서 서울 시내로 들어가는 길 양쪽에 누런 벼이삭이 황금바다를 이루던 곳이었으나 1990년대 이후 택지 개발로 오늘날에는 고층 빌딩과 고층아파트가 들어선 주상복합단지로 탈바꿈하였다. 모든 것이 획일화되었고, 바둑판처럼 설계된 등촌 3동은 100% 논에 만들어진 동네이므로 옛 것은 있을 수가 없는 지역이나, 그 전에는 논가운데로 까치내가 흘러 논에 물을 대주며 아이들 멱감고 아낙네들의 빨래소리가 정겹던 곳이었다. 1995년 12월 1일 등촌 1동에서 분동되면서 인구는 급격히 증가하였고, 더욱이 임대아파트 집중 건립으로 택지개발 이전과 비교할 때 국민기초수급권자가 약 5배나 증가하여 강서구에서 가장 많은 수의 국민기초수급권자가 거주하고 있는 것이 특징이다. |
| 등촌제2동 | 등촌동(登村洞)     | 조선시대에는 경기도 양천현(陽川縣)에 속했으며, 1914년 경기도 구역획정 때 김포군 양동면에 소속되었다. 1963년 서울특별시 영등포구 양동출장소에 편입되었고, 1977년 강서구 신설로 이에 속하게 되었다. 지금의 매봉산과 한강변의 증산(甑山, 염창산)은 원래 같은 산줄기로 이어진 것으로 공항로가 지나고 있는 부분은 꽤나 표고가 높은 산마루턱에 해당되는 곳이었다. 이 산마루턱을 중심으로 마을이 자리잡았다하여 등마루골이라는 순수한 우리말 이름을 지었다가 한자어로 표기한 것이 등촌동이었다. 등촌2동은 봉제산(鳳帝山: 일명 매봉산) 동쪽 양지바른 기슭을 따라 길쭉하게 형성된 동네이다. 봉제산은 모양이 마치 봉황이 알을 품고 앉아 있는 모습이라 하여 지어진 이름인데 정상 부근은 옛날 백제의 봉화터로 알려져 있으며 강서구에서 두 번째로 큰 명산이다. 옛날 등촌리는 현재 등촌1동, 백석리는 등촌2동이 되었다. 등촌3동은 우장산 북쪽 공항로 건너의 드넓은 농경지로 얼마전까지 김포국제공항에서 서울 시내로 들어가는 길 양쪽에 누런 벼이삭이 황금바다를 이루던 곳이었으나 1990년대 이후 택지 개발로 오늘날에는 고층 빌딩과 고층아파트가 들어선 주상복합단지로 탈바꿈하였다. 모든 것이 획일화되었고, 바둑판처럼 설계된 등촌 3동은 100% 논에 만들어진 동네이므로 옛 것은 있을 수가 없는 지역이나, 그 전에는 논가운데로 까치내가 흘러 논에 물을 대주며 아이들 멱감고 아낙네들의 빨래소리가 정겹던 곳이었다. 1995년 12월 1일 등촌 1동에서 분동되면서 인구는 급격히 증가하였고, 더욱이 임대아파트 집중 건립으로 택지개발 이전과 비교할 때 국민기초수급권자가 약 5배나 증가하여 강서구에서 가장 많은 수의 국민기초수급권자가 거주하고 있는 것이 특징이다. |
| 등촌제3동 | 등촌동(登村洞)     | 조선시대에는 경기도 양천현(陽川縣)에 속했으며, 1914년 경기도 구역획정 때 김포군 양동면에 소속되었다. 1963년 서울특별시 영등포구 양동출장소에 편입되었고, 1977년 강서구 신설로 이에 속하게 되었다. 지금의 매봉산과 한강변의 증산(甑山, 염창산)은 원래 같은 산줄기로 이어진 것으로 공항로가 지나고 있는 부분은 꽤나 표고가 높은 산마루턱에 해당되는 곳이었다. 이 산마루턱을 중심으로 마을이 자리잡았다하여 등마루골이라는 순수한 우리말 이름을 지었다가 한자어로 표기한 것이 등촌동이었다. 등촌2동은 봉제산(鳳帝山: 일명 매봉산) 동쪽 양지바른 기슭을 따라 길쭉하게 형성된 동네이다. 봉제산은 모양이 마치 봉황이 알을 품고 앉아 있는 모습이라 하여 지어진 이름인데 정상 부근은 옛날 백제의 봉화터로 알려져 있으며 강서구에서 두 번째로 큰 명산이다. 옛날 등촌리는 현재 등촌1동, 백석리는 등촌2동이 되었다. 등촌3동은 우장산 북쪽 공항로 건너의 드넓은 농경지로 얼마전까지 김포국제공항에서 서울 시내로 들어가는 길 양쪽에 누런 벼이삭이 황금바다를 이루던 곳이었으나 1990년대 이후 택지 개발로 오늘날에는 고층 빌딩과 고층아파트가 들어선 주상복합단지로 탈바꿈하였다. 모든 것이 획일화되었고, 바둑판처럼 설계된 등촌 3동은 100% 논에 만들어진 동네이므로 옛 것은 있을 수가 없는 지역이나, 그 전에는 논가운데로 까치내가 흘러 논에 물을 대주며 아이들 멱감고 아낙네들의 빨래소리가 정겹던 곳이었다. 1995년 12월 1일 등촌 1동에서 분동되면서 인구는 급격히 증가하였고, 더욱이 임대아파트 집중 건립으로 택지개발 이전과 비교할 때 국민기초수급권자가 약 5배나 증가하여 강서구에서 가장 많은 수의 국민기초수급권자가 거주하고 있는 것이 특징이다. |
| 발산제1동 | 외발산동(外鉢山洞) | 1895년 인천부 양천군 가곡면 외발산리, 1914년 경기도 김포군 양서면 외발산리, 1963년 서울특별시 영등포구 양서출장소에 편입되었다. |
| 발산제1동 | 내발산동(內鉢山洞) | 1895년 인천부 양천군 가곡면 내발산리, 1914년 경기도 김포군 양서면 내발산리, 1963년 서울특별시 영등포구 양서출장소에 편입되었고, 1977년 강서구 신설로 이에 속하게 되었다. 동명의 유래는 발산동에 있는 수명산의 모습이 마치 밥주발을 엎어놓은 것 같다고 하여 발산동이 되었다. |
| 우장산동  | 〃                 | 1895년 인천부 양천군 가곡면 내발산리, 1914년 경기도 김포군 양서면 내발산리, 1963년 서울특별시 영등포구 양서출장소에 편입되었고, 1977년 강서구 신설로 이에 속하게 되었다. 동명의 유래는 발산동에 있는 수명산의 모습이 마치 밥주발을 엎어놓은 것 같다고 하여 발산동이 되었다. |
| 우장산동  | 화곡동(禾谷洞)     | 조선시대에는 경기도 양천현(陽川縣)에 속하였고, 1896년 능동(菱洞), 반곡리(盤谷里), 역촌리(驛村里), 화곡리(禾谷里)가 합쳐 양천군 남산면에 소속되었다가, 1914년 경기도 구역 획정 때 김포군 양동면(陽東面)에 속하였다. 1963년 서울특별시 영등포구 양동출장소 관할로 편입되었고, 1977년 강서구 신설로 이에 속하게 되었다. 동이름의 유래는 땅이 기름져 벼가 잘 자란다는 마을이라 하여 붙이진 이름으로 누렇게 익은 벼가 마치 황금의 계곡처럼 물결쳤다고 한다. |
| 화곡본동  | 〃                 | 조선시대에는 경기도 양천현(陽川縣)에 속하였고, 1896년 능동(菱洞), 반곡리(盤谷里), 역촌리(驛村里), 화곡리(禾谷里)가 합쳐 양천군 남산면에 소속되었다가, 1914년 경기도 구역 획정 때 김포군 양동면(陽東面)에 속하였다. 1963년 서울특별시 영등포구 양동출장소 관할로 편입되었고, 1977년 강서구 신설로 이에 속하게 되었다. 동이름의 유래는 땅이 기름져 벼가 잘 자란다는 마을이라 하여 붙이진 이름으로 누렇게 익은 벼가 마치 황금의 계곡처럼 물결쳤다고 한다. |
| 화곡제1동 | 〃                 | 조선시대에는 경기도 양천현(陽川縣)에 속하였고, 1896년 능동(菱洞), 반곡리(盤谷里), 역촌리(驛村里), 화곡리(禾谷里)가 합쳐 양천군 남산면에 소속되었다가, 1914년 경기도 구역 획정 때 김포군 양동면(陽東面)에 속하였다. 1963년 서울특별시 영등포구 양동출장소 관할로 편입되었고, 1977년 강서구 신설로 이에 속하게 되었다. 동이름의 유래는 땅이 기름져 벼가 잘 자란다는 마을이라 하여 붙이진 이름으로 누렇게 익은 벼가 마치 황금의 계곡처럼 물결쳤다고 한다. |
| 화곡제2동 | 〃                 | 조선시대에는 경기도 양천현(陽川縣)에 속하였고, 1896년 능동(菱洞), 반곡리(盤谷里), 역촌리(驛村里), 화곡리(禾谷里)가 합쳐 양천군 남산면에 소속되었다가, 1914년 경기도 구역 획정 때 김포군 양동면(陽東面)에 속하였다. 1963년 서울특별시 영등포구 양동출장소 관할로 편입되었고, 1977년 강서구 신설로 이에 속하게 되었다. 동이름의 유래는 땅이 기름져 벼가 잘 자란다는 마을이라 하여 붙이진 이름으로 누렇게 익은 벼가 마치 황금의 계곡처럼 물결쳤다고 한다. |
| 화곡제3동 | 〃                 | 조선시대에는 경기도 양천현(陽川縣)에 속하였고, 1896년 능동(菱洞), 반곡리(盤谷里), 역촌리(驛村里), 화곡리(禾谷里)가 합쳐 양천군 남산면에 소속되었다가, 1914년 경기도 구역 획정 때 김포군 양동면(陽東面)에 속하였다. 1963년 서울특별시 영등포구 양동출장소 관할로 편입되었고, 1977년 강서구 신설로 이에 속하게 되었다. 동이름의 유래는 땅이 기름져 벼가 잘 자란다는 마을이라 하여 붙이진 이름으로 누렇게 익은 벼가 마치 황금의 계곡처럼 물결쳤다고 한다. |
| 화곡제4동 | 〃                 | 조선시대에는 경기도 양천현(陽川縣)에 속하였고, 1896년 능동(菱洞), 반곡리(盤谷里), 역촌리(驛村里), 화곡리(禾谷里)가 합쳐 양천군 남산면에 소속되었다가, 1914년 경기도 구역 획정 때 김포군 양동면(陽東面)에 속하였다. 1963년 서울특별시 영등포구 양동출장소 관할로 편입되었고, 1977년 강서구 신설로 이에 속하게 되었다. 동이름의 유래는 땅이 기름져 벼가 잘 자란다는 마을이라 하여 붙이진 이름으로 누렇게 익은 벼가 마치 황금의 계곡처럼 물결쳤다고 한다. |
| 화곡제6동 | 〃                 | 조선시대에는 경기도 양천현(陽川縣)에 속하였고, 1896년 능동(菱洞), 반곡리(盤谷里), 역촌리(驛村里), 화곡리(禾谷里)가 합쳐 양천군 남산면에 소속되었다가, 1914년 경기도 구역 획정 때 김포군 양동면(陽東面)에 속하였다. 1963년 서울특별시 영등포구 양동출장소 관할로 편입되었고, 1977년 강서구 신설로 이에 속하게 되었다. 동이름의 유래는 땅이 기름져 벼가 잘 자란다는 마을이라 하여 붙이진 이름으로 누렇게 익은 벼가 마치 황금의 계곡처럼 물결쳤다고 한다. |
| 화곡제8동 | 〃                 | 조선시대에는 경기도 양천현(陽川縣)에 속하였고, 1896년 능동(菱洞), 반곡리(盤谷里), 역촌리(驛村里), 화곡리(禾谷里)가 합쳐 양천군 남산면에 소속되었다가, 1914년 경기도 구역 획정 때 김포군 양동면(陽東面)에 속하였다. 1963년 서울특별시 영등포구 양동출장소 관할로 편입되었고, 1977년 강서구 신설로 이에 속하게 되었다. 동이름의 유래는 땅이 기름져 벼가 잘 자란다는 마을이라 하여 붙이진 이름으로 누렇게 익은 벼가 마치 황금의 계곡처럼 물결쳤다고 한다. |
| 방화제1동 | 마곡동             | ↑ 참고 |
| 방화제1동 | 방화동(傍花洞)     | 고려 말 1310년 양천현에 속하였다가, 1896년 경기도 양천군 삼정면에 소속되었으며, 1914년 김포군 양서면 방화리가 되었다. 1963년 서울특별시 영등포구 양서출장소에 편입되었고, 1977년 강서구가 분리, 신설되면서 이에 속하게 되었다, 동이름의 유래는 산의 형국이 꽃피는 모양을 하고 있는 개화산 옆에 있기 때문에 그런 이름이 되었다. |
| 방화제2동 | 〃                 | 고려 말 1310년 양천현에 속하였다가, 1896년 경기도 양천군 삼정면에 소속되었으며, 1914년 김포군 양서면 방화리가 되었다. 1963년 서울특별시 영등포구 양서출장소에 편입되었고, 1977년 강서구가 분리, 신설되면서 이에 속하게 되었다, 동이름의 유래는 산의 형국이 꽃피는 모양을 하고 있는 개화산 옆에 있기 때문에 그런 이름이 되었다. |
| 방화제2동 | 개화동(開花洞)     | 대한제국 당시 경기도 양천군(陽川郡) 삼정면 개화리이었다. 1914년 행정구역 통폐합에 따라 삼정면 내부석리(內浮石里), 상사동(相思洞), 개화리, 외부석리 등을 통합하여 경기도 김포군 양서면 개화리가 되었다. 1963년 서울특별시의 확장으로 서울특별시 영등포구 양서출장소 개화동이 되었다가, 1977년 9월 강서구의 신설로 강서구 개화동이 되었다, 동이름의 유래는 끼고 있는 산의 이름이 개화산이기 때문에 생겼다. |
| 방화제3동 | 마곡동             | ↑ 참고 |
| 방화제3동 | 방화동             | ↑ 참고 |